# بول إس يسون
بول إس يسون (بالإنجليزية: Paul S. Wesson )‏ (و. 1949 – 2015 م) هو عالم فلك من كندا . 
توفي عن عمر يناهز 66 عاماً.